# Hallenweltmeisterschaften im Bogenschießen 2003
Die 7. Hallenweltmeisterschaften im Bogenschießen wurden vom 5. bis 9. März 2003 im französischen Nîmes ausgetragen.

## Ergebnisse

### Recurvebogen
| Disziplin         | Gold                                                           | Silber                                                               | Bronze                                                     |
| ----------------- | -------------------------------------------------------------- | -------------------------------------------------------------------- | ---------------------------------------------------------- |
| Männer Einzel     | Ilario Di Buò                                                  | Michele Frangilli                                                    | Balschinima Zyrempilow                                     |
| Frauen Einzel     | Bérengère Schuh                                                | Jennifer Nichols                                                     | Evangelia Psarra                                           |
| Männer Mannschaft | Italien Marco Galiazzo Michele Frangilli Ilario Di Buò         | Bulgarien Iwan Iwanow Jawor Christow Plamen Petrow                   | Frankreich Jocelyn de Grandis Franck Fisseux Antoine Friot |
| Frauen Mannschaft | Ukraine Iulia Lobschanidse Tetjana Bereschna Tetjana Dorochowa | Türkei Natalia Nasaridze-Çakır Derya Bard Sarıaltın Elif Altınkaynak | Russland Anna Puzewa Oxana Koslowa Gerelma Erdynijewa      |

### Compoundbogen
| Disziplin         | Gold                                                         | Silber                                             | Bronze                                                        |
| ----------------- | ------------------------------------------------------------ | -------------------------------------------------- | ------------------------------------------------------------- |
| Männer Einzel     | Reo Wilde                                                    | Morgan Lundin                                      | Patrizio Hofer                                                |
| Frauen Einzel     | Gladys Willems                                               | Jessica Grant                                      | Mary Zorn                                                     |
| Männer Mannschaft | Vereinigte Staaten Dave Cousins Stephen Jervis Reo Wilde     | Schweden Morgan Lundin Anders Malm Rickard Jansson | Schweden Magnus Carlsson Carl-Henrik Gidenskold Morgan Lundin |
| Frauen Mannschaft | Vereinigte Staaten Mary Zorn Michelle Ragsdale Jessica Grant | Belgien Gladys Willems Yolande Anris Cindy Parent  | Italien Stefano Mazzi Antonio Tosco Andrea Savegnago          |

## Medaillenspiegel
| Platz  | Land               | Gold | Silber | Bronze | Gesamt |
| ------ | ------------------ | ---- | ------ | ------ | ------ |
| 1      | Vereinigte Staaten | 3    | 2      | 1      | 6      |
| 2      | Italien            | 2    | 1      | 1      | 4      |
| 3      | Belgien            | 1    | 1      | –      | 2      |
| 4      | Frankreich         | 1    | –      | 1      | 2      |
| 5      | Ukraine            | 1    | –      | –      | 1      |
| 6      | Schweden           | –    | 2      | 1      | 3      |
| 7      | Bulgarien          | –    | 1      | –      | 1      |
| 7      | Türkei             | –    | 1      | –      | 1      |
| 9      | Russland           | –    | –      | 2      | 2      |
| 10     | Griechenland       | –    | –      | 1      | 1      |
| 10     | Schweiz            | –    | –      | 1      | 1      |
| Gesamt | Gesamt             | 8    | 8      | 8      | 24     |